# The Blitz
The Blitz es el octavo álbum de estudio de la banda suiza Krokus, editado en 1984 por Arista Records.
El disco fue producido por Bruce Fairbairn, un especialista en Adult oriented rock y Soft metal, alcanzando certificación "oro" en los Estados Unidos.
En este álbum destacaron como cortes exitosos "Midnite Maniac" y sobre todo la versión de The Sweet "Ballroom Blitz".

## Lista de canciones
Cara A
1. "Midnite Maniac"  	 	3:59
2. "Out of Control"  	 	4:15
3. "Boys Nite Out"  		3:38
4. "Our Love"  	 	4:35
5. "Out to Lunch"  	 	4:20

Cara B
1. "Ballroom Blitz" 	4:00
2. "Rock the Nation"  	 	4:41
3. "Hot Stuff"  	 	4:36
4. "Ready to Rock"      4:30

## Músicos
- Marc Storace - Voz
- Fernando Von Arb - Guitarra solista
- Mark Kohler - Guitarra rítmica
- Andy Tanas - Bajo
- Jeff Klaven - Batería, percusión
- Doug Johnson - Teclados
- Jimi Jamison - Backing vocals